# تطريز

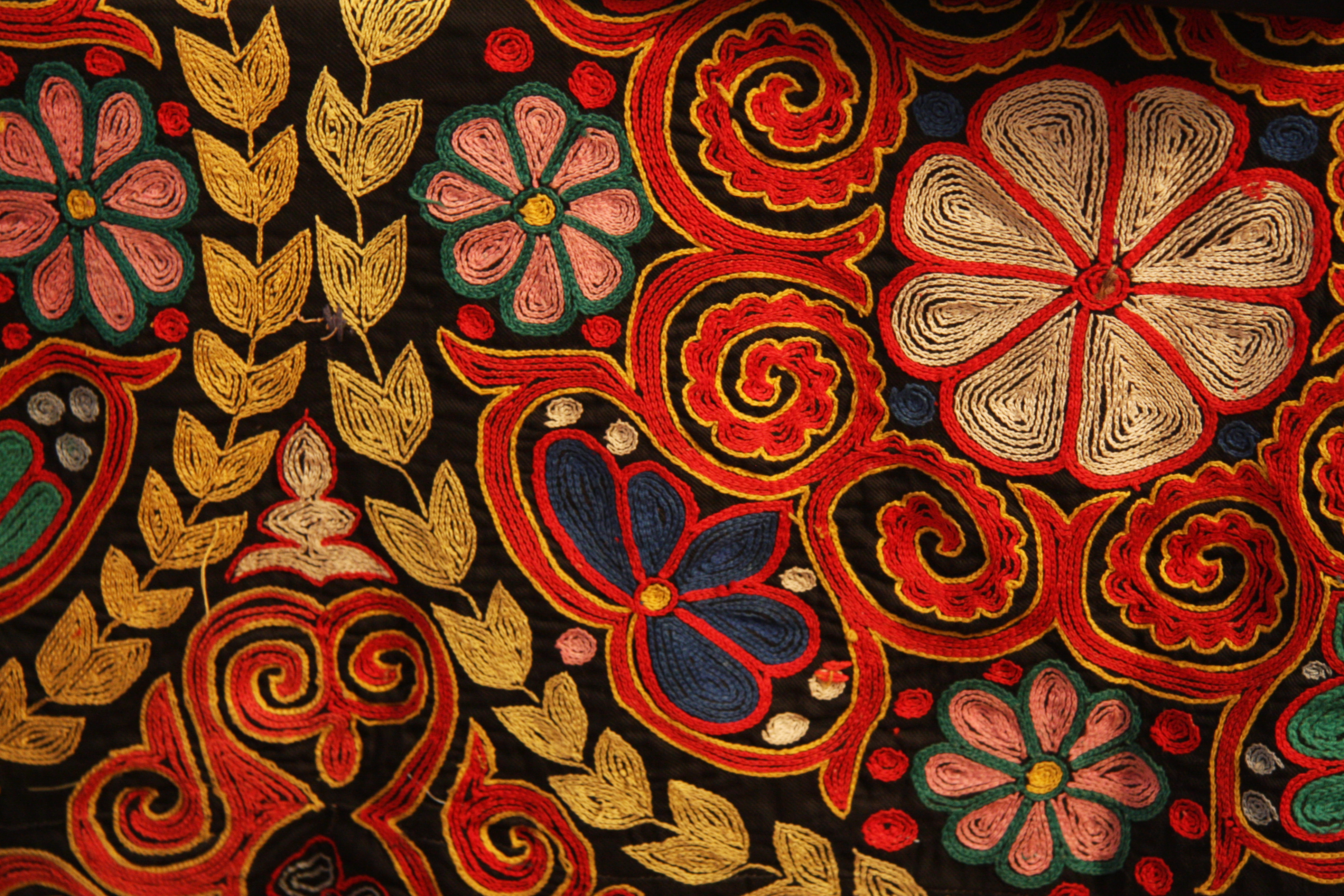
تطريز تقليدي لغرزة السلسلة على سجادة كازاخستانية معاصرة.

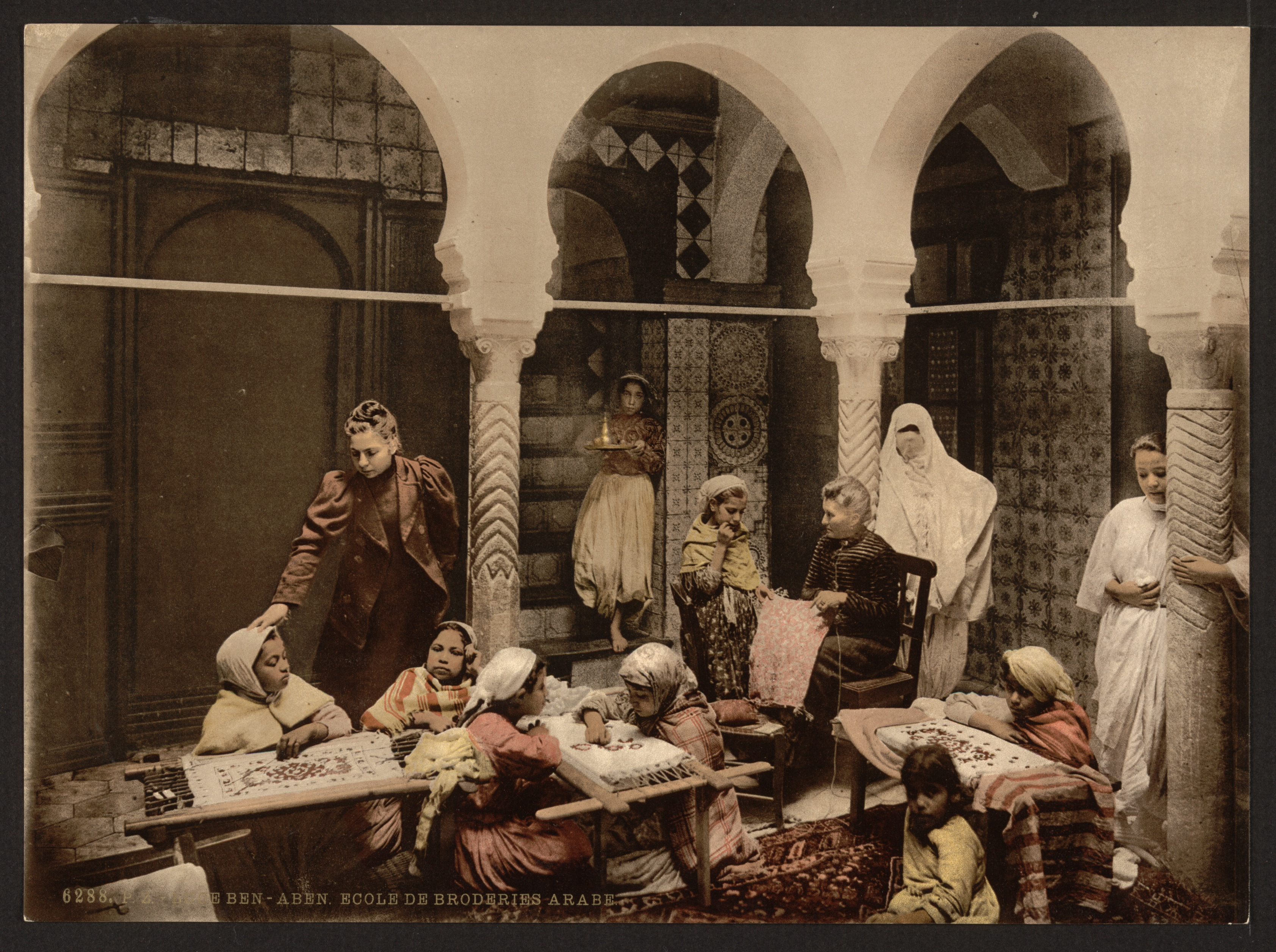
مدرسة تطريز في الجزائر

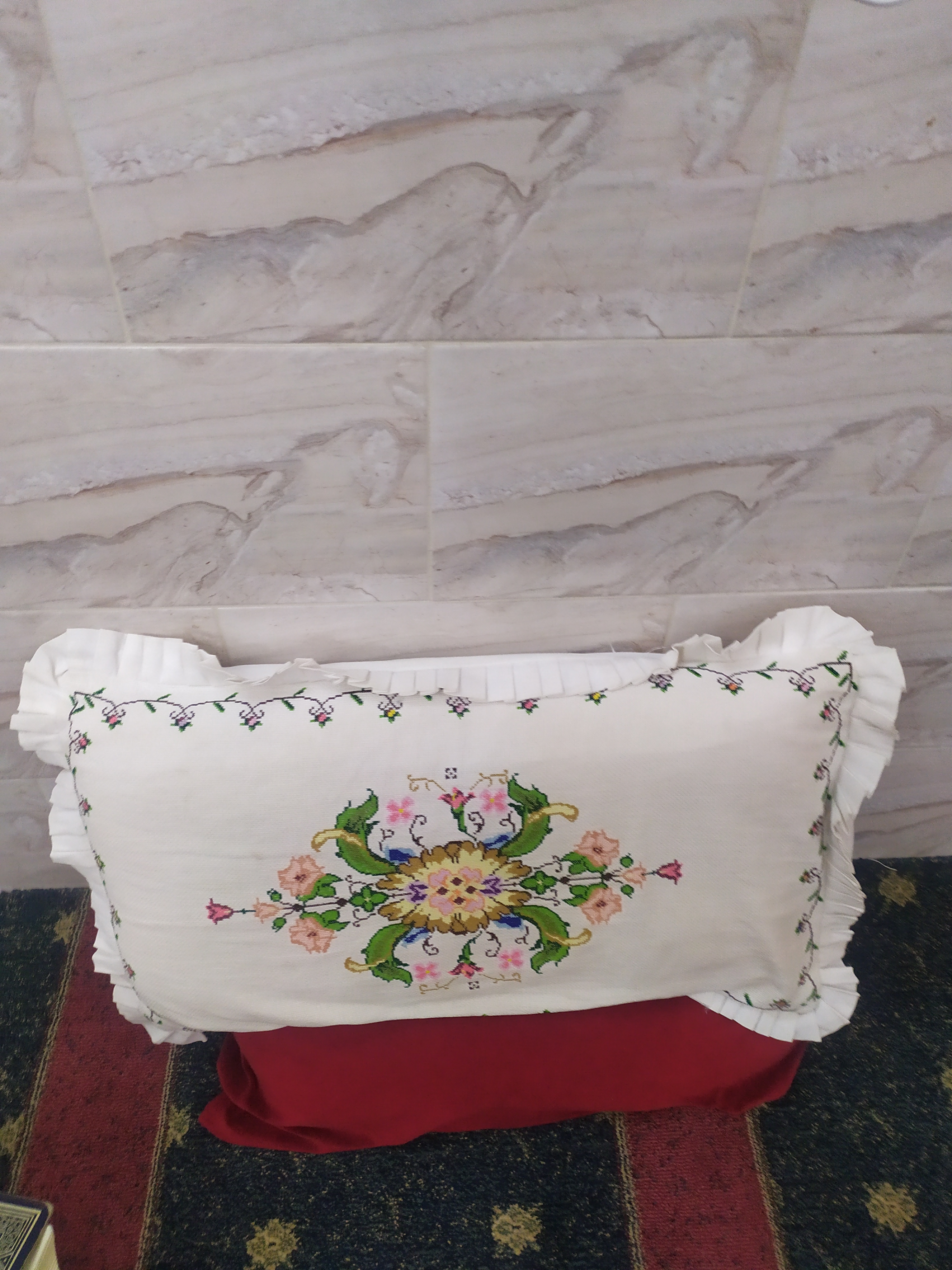
تطريز يدوي،خياطة وسادة من الحرير

التطريز هو فن التزيين بالغرز على القماش أو مواد شبيهة به باستخدام إبرة الخياطة والخيط. ويمكن المزج بين الغرز لرسم رسوم مطرزة لا حد لها، منها الحيوانات النباتات البشر والتكوينات التجريدية. وتستخدم في تطريز اقمشة مختلفة وخيوط متنوعة وإبر ذوات أنواع وأحجام مختلفة. والغرز الأساسية محدودة العدد في فن التطريز. قد يشمل التطريز أيضا مواد أخرى مثل الأشرطة المعدنية واللؤلؤ والخرز، والريش، والترتر.
وغالبا ما يوجد التطريز في القبعات، المعاطف، البطانيات، القمصان، الجينز، الجوارب وقمصان الغولف. التطريز هو من التقنيات الأساسية لعمل غرزة السلسلة والعروة، غرزة البطانية وغرزة الساتان، ويبقى التطريز من التقنيات الأساسية اليدوية حتى يومنا هذا.
التطريز يتوفر مع مجموعة واسعة من الأنواع فكل الغرز لا تخرج عن واحدة من المجموعات الاربع التالية:
1. المسطحة
2. المفورة المعقودة
3. السلسلة
4. الحلقة أو العروة

أما الغرزة المسطحة فمستقيمة ومسطحة على القماش، ويمكن أن تكون بأي طول وفي أي اتجاه لتملا المساحة المطلوبة. فالغرزة المعقودة تشكل عقداً من الخيوط على القماش، وغرزة السلسلة فتشكل حلقات مرتبطة معا، واما غرزة الحلقة فمنحنية أو مقوسة ويمكن التطريز على القطعة القماشية (ايتامين) بخيوط الحرير وابرة الحرير (تكون ابرة الحرير ذو فتحة كبيرة) يعد التطريز من اقدم فنون زخرفة القماش فقد استعمل في الحضارات القديمة؛ لتزيين ملابس الملوك ورجال الدين ولا تزال القطع المطرزة تحظى بقيمتها وجمالها وبخاصة إذا كان التطريز يدوياً كما انه من أفضل أنواع المكملات المتصلة وبخاصة لملابس النوم وملابس الأطفال إذ انه لا يسبب الإزعاج في اثناء ارتداء قطعة الملابس كما انه ينفذ على جميع أنواع الملابس سواء رجالية كتطريز حرف أو رمز والنسائية كتطريز ملابس السهرة بخيوط ذهبية أو فضية. ويمكن تنفيذ غرز التطريز على أي جزء من اجزاء قطعة الملابس مثل:(الياقة، الكم، ربطة العنق) أو على قطعة الملابس كاملة تقريباً كما في الملابس الشعبية. وينفذ التطريز يدوياً أو الياً بتصاميم مختلفة.